# 元嬪洪氏
元嬪 洪氏（げんひんこうし、원빈 홍씨、ウォンビン ホンシ）は、1766年 5月27日 (旧暦)-1779年5月7日 (旧暦))は李氏朝鮮第22代国王正祖の側室。父は洪楽春。兄は洪国栄。正祖の母の恵慶宮洪氏は遠縁にあたる。

## 生涯
1778年、12歳で後宮に入った正祖の揀択後宮である。正祖治世の初期の権臣 洪國栄 の妹として知られている。本貫は豊山洪氏であり、 諡号は仁淑（인숙）である。
朝鮮歴史上で三揀択と嘉礼の手順を踏まず最初から嬪として宮中に入った。側室になって1年後病気で死んだとされる。14代王宣祖と仁穆王后の娘の貞明公主の三男の洪萬衡の来孫。

## 元嬪洪氏を演じた俳優
- 1991年 KBS大河ドラマ「王道」 -
- 2001年 MBCドラマ「洪国栄」 - イ・エジョン
- 2008年 MBCドラマ「イ・サン」 - ファン・ムフイ （48回〜59回）
- 2021年 MBCドラマ「赤い袖先」- パク・ソギョン